# 山崎栄
山崎 栄（やまさき えい、1894年 - 1905年6月17日）、通称お栄は、明治期の踏切番の家の少女である。1905年6月、11歳にして踏切事故で亡くなった。

## 概要
お栄の家は、福岡県堅粕村松園の旧九州鉄道吉塚駅付近の第三踏切の踏切番を父・七三郎と兄・計之助、姉・夜仁佐の3人で勤めていた（現在の福岡市博多区堅粕 清水保育園前）。
しかし、当時明治38年6月は、日露戦争の最中で、父は兵役に取られてしまい、母は3週間前に病死していたので、兄・姉の二人で踏切番を勤めていた。
事故の当日6月17日は母の三七日(みなのか)にあたり、法要が営まれるなかで兄姉が家を離れられないために兄姉のかわりに11歳のお栄が踏切番を務めることになった。紅白の旗2本を持ち一人踏み切り番を務めるお栄の前で、汽車が近づくにもかかわらず線路内に立ち入った人物がいた。お栄は警告を発し、なおも気が付かない人物を追いかけて守り、代わりに汽車に接触し亡くなってしまった。
当時、九州で最大の部数を発行していた福岡日日新聞の記者・菊竹六鼓は、事故の5日後の6月22日の福岡日日新聞 第一面トップで、山崎お栄を「理想の死」と名づけた論説で賞賛している。

## 事故の様子
菊竹六鼓は事故の様子を以下のように報じている。
彼女は呼べリ、旗十字に振りたてて呼べリ、列車来たる！列車来たる！危険なり避けよ避けよと大声に呼べリ。しかれども何事ぞ、人はなお知らざるのごとし。列車は容赦なく轣轆として来る。今は猶予すべきにあらず、少女はたまりかね身を躍らして第三踏切より第四踏切に進み行けり。旗振りたてつつ小さき声を振り絞りつつ、大胆にも進み行きたるなり。列車来たる、危険なり避けよ避けよと旗振りたてつつ、小さき声を振り絞りつつ進み行きたるなり。
少女は人を危険より救わんとして、身の人よりもなおさらに危難に瀕せるを忘れたりしなり。否な、彼女は自己の危難を念とするにはあまりにも職務に忠実なりしなり、あまりに人を救わんとするに急なりしなり。
線路内に立ち入った通行人は無事であったが、お栄は即死であった。

## 評価
菊竹六鼓は、山崎お栄を『広瀬中佐を出さざりしことは決して福岡県民の恥辱にあらず。東郷大将をださざりしことは決して、福岡県民絶大の恨事にはあらず。しかれども一少女お栄を出したりしことは福岡県民の永遠の誇りなり、名誉なり。』と評価している。

## 論説
福岡日日新聞が日露戦争中にもかかわらず、お栄を1面トップで賞賛した記事の全文は「菊竹六鼓#論説」を参照のこと

### 註釈
1. ↑  福岡日日新聞、菊竹及び木村栄文によると兵役についていたのは18歳の兄、国鉄の記録と『続・事故の鉄道史』によると父が兵役についていたとされ記述に差異がある。兵役は20歳からのはずで18歳の兄が兵役についている可能性には疑問がある。従ってここでは国鉄の記述に従った。